# Hrabstwo Nolan

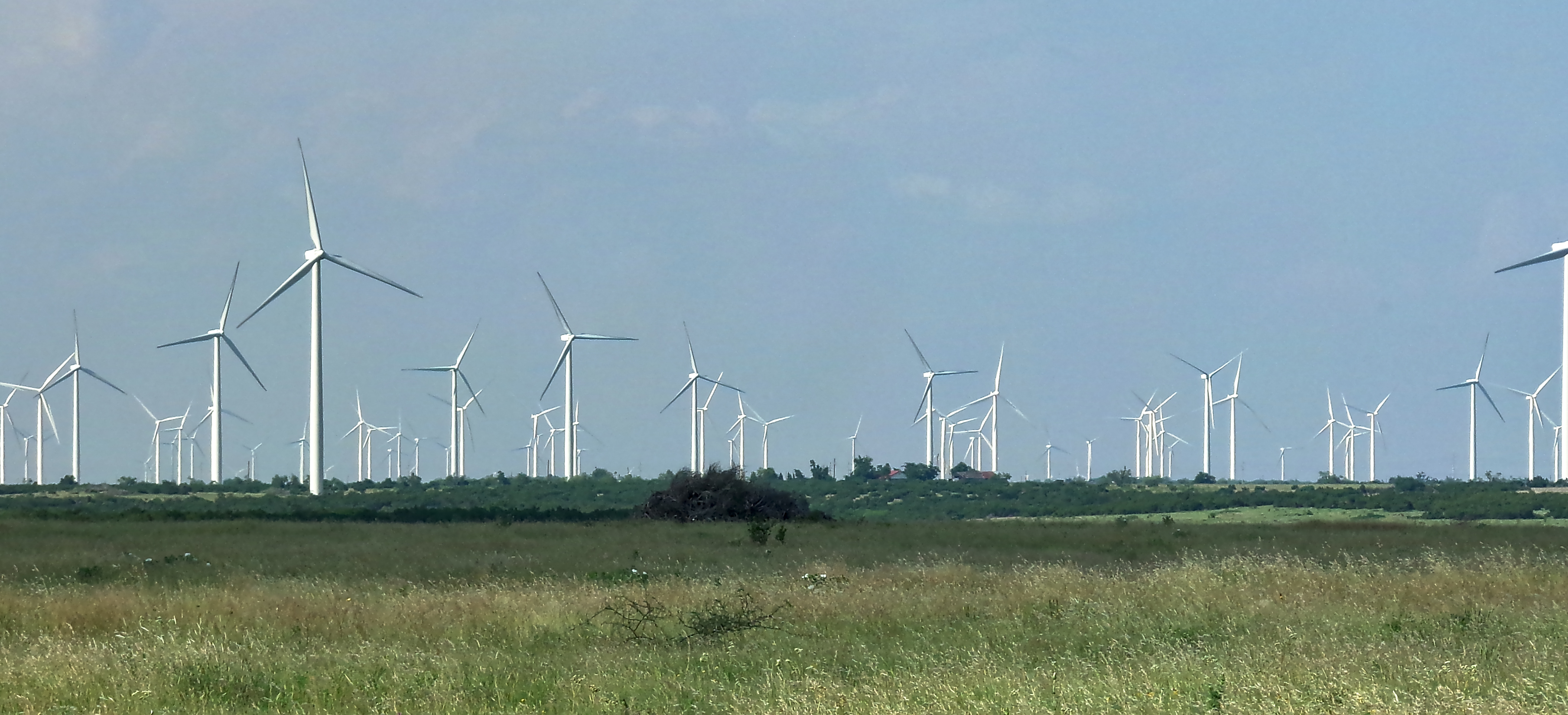
Farma wiatrowa w hrabstwie

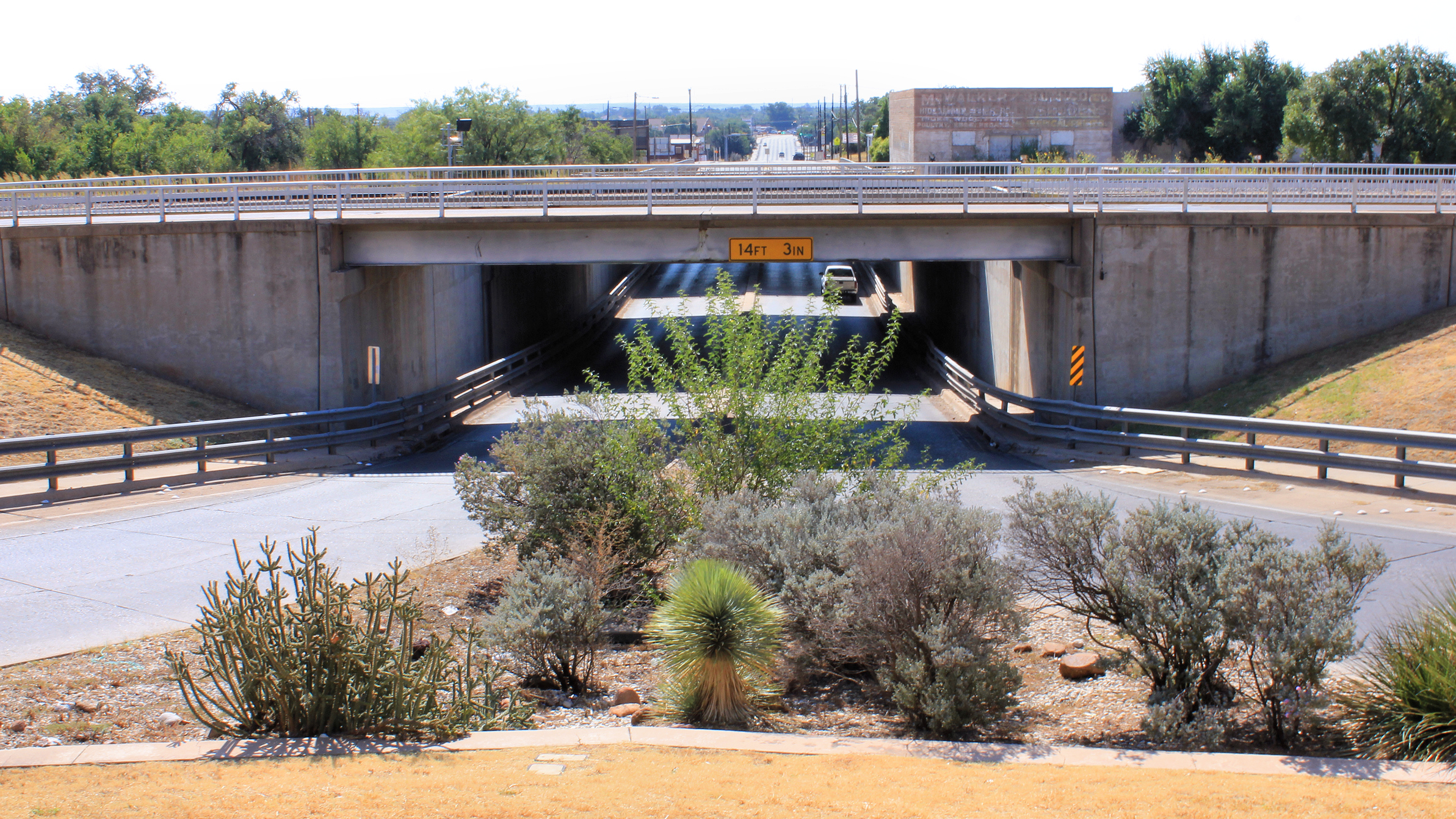
Scena uliczna w Sweetwater

Hrabstwo Nolan (ang. Nolan County) – hrabstwo w USA, położone w środkowo–zachodnim Teksasie, w regionie Rolling Plains (część Wielkich Równin). Siedzibą administracyjną hrabstwa jest miasteczko Sweetwater. Inne miejscowości, to: Blackwell i Roscoe.
W hrabstwie znajduje się farma wiatrowa w Roscoe, będąca jedną z największych na świecie.

## Historia
Hrabstwo Nolan zostało utworzone w 1876 roku z terytoriów niezorganizowanych. Nazwa hrabstwa upamiętnia Philip'a Nolan'a, amerykańskiego poszukiwacza przygód i handlarza końmi, który prowadził ekspedycje w Teksasie pod koniec XVIII wieku. Organizacje władz hrabstwa zrobiono w 1881 roku.

## Gospodarka
Gospodarka hrabstwa to połączenie rolnictwa (hodowla kóz i bydła; uprawy bawełny, słonecznika, soi, pszenicy i szkółkarstwa), wydobycia ropy naftowej i (w mniejszym stopniu) gazu ziemnego, a także nowoczesnej energetyki odnawialnej. Uzupełniają ją przemysł (m.in. produkcja płyt gipsowo-kartonowych i urządzeń do wykrywania promieniowania) oraz rozwinięty sektor usługowy, obejmujący handel detaliczny, opiekę zdrowotną i gastronomię. 

## Demografia
Według szacunków z 2024 roku hrabstwo liczy 14,2 tys. mieszkańców. Według danych pięcioletnich z 2023 roku, mieszkańcy deklarowali głównie pochodzenie meksykańskie (34%), mieszane (17,9%), angielskie (11,6%), niemieckie (9%), „amerykańskie” (8,1%), irlandzkie (8%) i afroamerykańskie (4,2%).

## Sąsiednie hrabstwa
- Hrabstwo Fisher (północ)
- Hrabstwo Taylor (wschód)
- Hrabstwo Runnels (południowy wschód)
- Hrabstwo Coke (południe)
- Hrabstwo Mitchell (zachód)